# Willem van Tijen

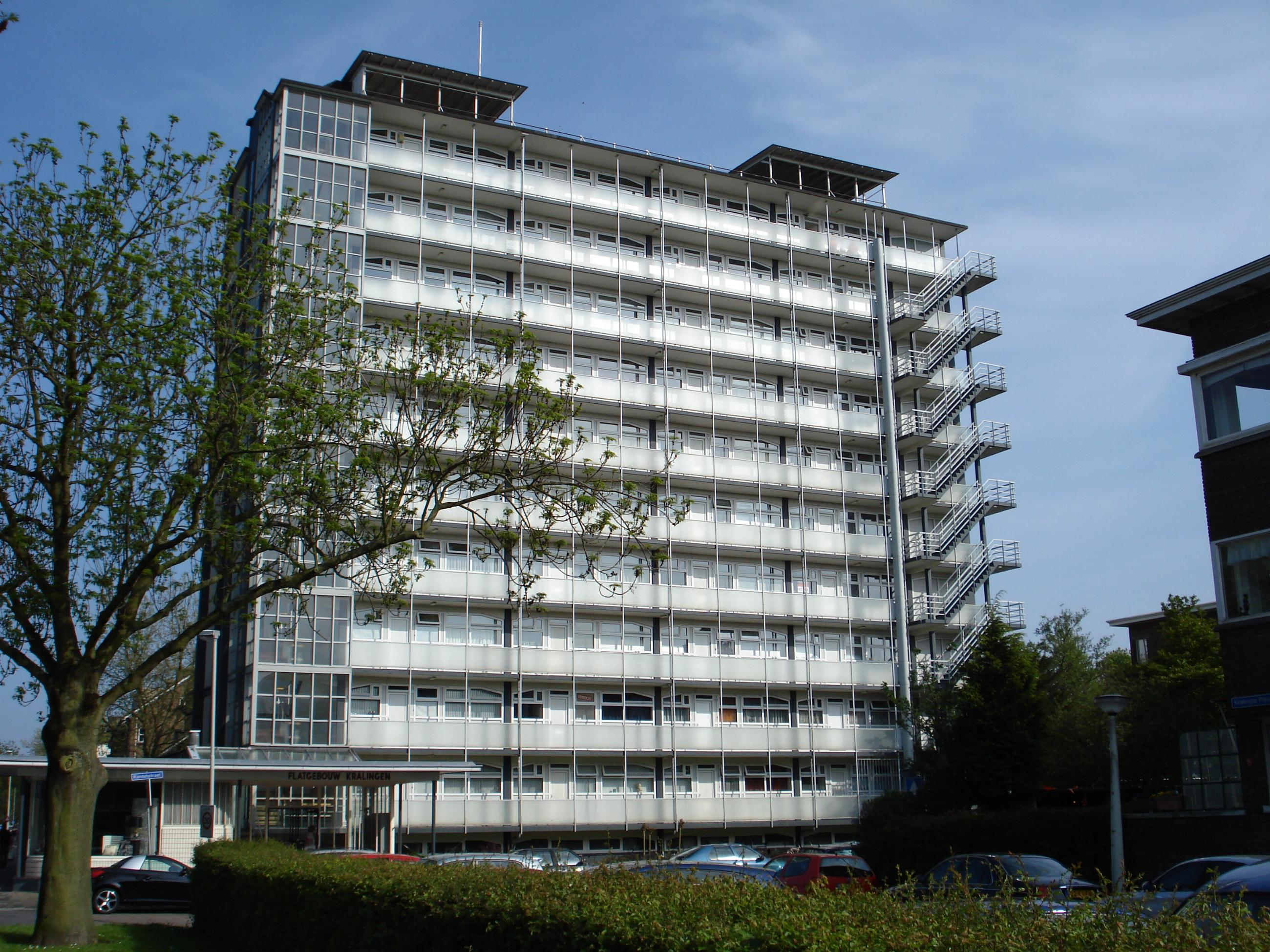
Edificio Plaslaan, de Willem van Tijen y Huig Aart Maaskant, Róterdam (1938)

Willem van Tijen (Wormerveer, 1 de febrero de 1894-Zandvoort, 28 de mayo de 1974) fue un arquitecto y urbanista racionalista neerlandés. 

## Trayectoria
Estudió construcción civil en la Escuela Técnica Privada de Bandung, Indonesia (1920-1924). En 1926 regresó a su país natal. Entre sus primeras obras destaca un edificio de viviendas en la Parklaan de Róterdam (1931-1933), en colaboración con Johannes Hendrik van der Broek.
Entre 1932 y 1934 construyó con Johannes Andreas Brinkman y Leendert Cornelis van der Vlugt el edificio Bergpolder en Róterdam, un conjunto de viviendas de diez pisos con estructura de acero y cerramientos y forjados de madera. Poco después realizó con Mart Stam y Lotte Beese varios proyectos de casas drive-in en Ámsterdam (1935-1936).
En 1937 se asoció a Huig Aart Maaskant, con el que colaboró hasta principios de los años 1950. En 1938 construyeron el edificio Plaslaan en Róterdam (1938), inspirado en el edificio Bergpolder, de diseño similar pero con estructura de hormigón armado a la vista. Posteriormente fueron autores del Laboratorio Aeronáutico Nacional en Ámsterdam (1938-1941), el edificio de viviendas del Zuidplein en Róterdam (1941-1946) y el edificio de comercio al por mayor de Róterdam (1945-1952).
Tras la Segunda Guerra Mundial realizó varios proyectos urbanísticos de barrios residenciales. En 1946 desarrolló para la Sociedad de Construcción en Hormigón Rijnlandse Betonbouwmaatschappij, radicada en Delft, un sistema constructivo que fue utilizado en diversos barrios residenciales, como el Zuidwijk de Róterdam, Morgenstond en La Haya y Babberspolder en Vlaardingen.
En 1954 se asoció con M. Boom, J. Posno y A. van Randen, con los que realizó varios edificios de viviendas. Su último proyecto de relevancia fue el plan director del campus de la Escuela de Altos Estudios Técnicos de Twente, en Enschede, en colaboración con Samuel Josua van Embden.